# Camponotus nearcticus
Camponotus nearcticus is een mier die zijn nesten bouwt in dood hout. De koningin meet 4–14 mm. Werkers meten 2–7.5 mm.